# Guido Cinotti
Guido Cinotti (Siena, 29 dicembre 1870 – Milano, 18 gennaio 1932) è stato un pittore e decoratore italiano, noto prevalentemente come paesaggista e realizzatore di nature morte.

## Biografia
In giovane età si trasferì a Milano, dove frequentò i corsi di formazione artistica presso Brera, prima d'intraprendere un periodo di addestramento insieme ad un gruppo di giovani pittori guidati dall'umbro Annibale Brugnoli.
Tra i vari lavori decorativi figurarono la ristrutturazione del Teatro Lirico di Milano, che anticipò di qualche anno i lavori decorativi svolti presso il corso Vittorio Emanuele, vero esempio di liberty novecentesco.
La sua prima fase pittorica si inserì in un contesto stilistico e formale verista, ben rappresentato dalle opere I maiali (1894) e Tramonto d'aprile (1903). I maiali vinse il premio Mylius dell'Accademia di Brera nel 1896, con la seguente motivazione: «per il colorito robusto (…) ed il complesso della composizione e l'effeto della luce».
Successivamente aderì per un breve periodo al divisionismo, come evidenziarono il Lamento ed i Conigli, con il quale vinse il premio Mylius dell'Accademia di Brera nel 1894.
Nella fase seguente Cinotti, grazie alla tecnica pittorica a spatola e ad una accurata ricerca cromatica, raggiunse un momento di grande creatività, concretizzata con una serie di quadri di fiori.
Il suo personalissimo stile risultò caratterizzato dalla saldatura tra lo stile liberty e quello del Monticelli.
Abituato a firmare i dipinti solo una volta usciti dallo studio, alla sua morte lasciò svariate opere non firmate: l'autenticazione venne affidata dalla vedova, Cena, agli amici Carlo Bazzi e Angiolo D'Andrea.
Sua figlia, nata nel 1920, fu la storica dell'arte Mia Cinotti (vero nome Amalia), tragicamente morta suicida nel 1992.